# Hradiště Zámčisko
Hradiště Zámčisko (také známý jako Hrad Návsí, nezaměňovat s Zamčiska v Hrádku) byl jeden z několika strážních hradů, které byly postaveny v Jablunkovském průsmyku v době před 14. stoletím. Nacházel se na ostrohu, nad soutokem potoka Jasení a Olše. Byl součásti vesnice Návsí.

## Historie
Archeologické průzkumy datují možný vznik hradu do období před 14. století, s existencí ještě v 15. století. Mělo jít o hrad s převážnými dřevěnými prvky. Bez kamenných staveb a základů. První písemná zmínka o obci Návsí je z roku 1435, kdy zde bylo založeno volenství (nepoddanská zemědělská usedlost).

## Popis
Hrad mohl mít centrální plošinu, která měla trojúhelníkový tvar. Čelní strana v délce asi 40 m a dalšími stranami od ní směrem k ostrohu nad potokem Jasení a nad řekou Olší. Opevnění bylo pak směrem k potoku (západní strana) a k řece (severovýchodní strana). Jeden z ochranných prvků tvořily prudké svahy k těmto vodním tokům.
Lokalita byla v průběhu století dosti poškozena vlivem člověka a přírody. Archeologové usuzují, že opevnění mohlo mít spíše oválný tvar se skosenou čelní stranou. Na čelní straně od stoupajícího terénu byl pak vytvořen 10–12 metrů široký půlkruhový příkop, s hloubkou 5, i více metrů. Před ním byl pak postaven ještě ochranný val, 2 metry vysoký a 10 metrů široký.
Na východní straně opevnění je příkop přerušen a ukončen asi 2,5 metrů širokým násypem. Na to pak navazuje plocha (teráska), která lemuje východní část příkopu a valu. Zde archeologové neurčují zda šlo o původní, či pozdější ochranný prvek. Mohlo však jít o místo, kudy se do hradu vstupovalo. Mohl zde být most. Přístup byl tedy po cestě o jihu, kde mohlo být také menší předhradí.
Na jižní straně, před valem, se v dnešní době nachází poměrně rozlehlá plocha, zde tedy mohlo být také předhradí, ev. nějaká forma hospodářského zázemí. Plocha je od terénu na jih oddělena zářezem, který evokuje příkop, který směřuje SZ–JZ. Dnes tudy vede lesní stezka, která směřuje od jihovýchodu k úpatí kopce. Archeologové zde pracují s dvěma hypotézami:
1. Jde o druhý příkop, který chránil přehradí lokality. V tomto případě by přístupová cesta do předhradí vedla ze severovýchodního okraje a překonávala by tento první příkop. Vstup by byl tedy na východní straně. zde je také patrno výrazné zahloubení, mohlo jít např. o místo obrany hradu. Od tohoto vstupu by se cesta rozdvojila: na západ do předhradí, na sever (rovně) by se vstupovalo do jádra hradu.
2. Je to záměrně vytvořený zářez, pro zajištění přístupové cesty od brodu přes Olši k hradu. Cesta by pak vedla tímto zářezem od jihozápadu, zde by se pak vstupovalo do předhradí přímo. Mimo jakýkoliv příkop. Cesta by vedla dál na sever a kolem jižní části pak na východní plochu (terásku), kde byl most přes mohutnější příkop.

Plocha jádra hradu je důkladně začištěna, bez terénních nerovnost. Jižní čelo jádra je mírně navýšeno. Plocha přehradí je také začištěna.

## Archeologické nálezy
V letech 1977–1980 se při povrchovém sběru našlo několik keramický artefaktů a to na severovýchodním svahu.
V letech 1981–1983 byly na místě hlavního nádvoří (centrální plat) provedeny dvě sondy.
1. Brázda o délce 20 m a šířce 50 cm. Byla vedena od středu severním směrem, až k příkopu. Zde se zhruba v hloubce 15 cm našel četný archeologický materiál.
2. Sonda 2 x 2 m a hloubce 50 cm. V jihozápadní části. Zde se v hloubce 20–30 cm našla silná kulturní vrstva s uhlíky a kousky mazanice.

Nálezy byly tvořeny především keramickými střepy. Keramika byla středně hrubě ostřená, s příměsí kamínků (do velikosti 2 mm), v barvě šedé až béžové, jako materiál byla pravděpodobně použita jemně plavená hmota cihlové až oranžové barvy. Povrch byl ošetřen hnědožlutou polevou, jak na vnitřní, tak i vnější straně. Jednalo se o zlomky okruží, zvonových poklic, mazanice s otisky desek a prutů.

## Současnost
Území, kde se hrad nacházel, je v současné době volně přístupné. Neprobíhají zde žádné archeologické práce.